# 浙江机电职业技术大学

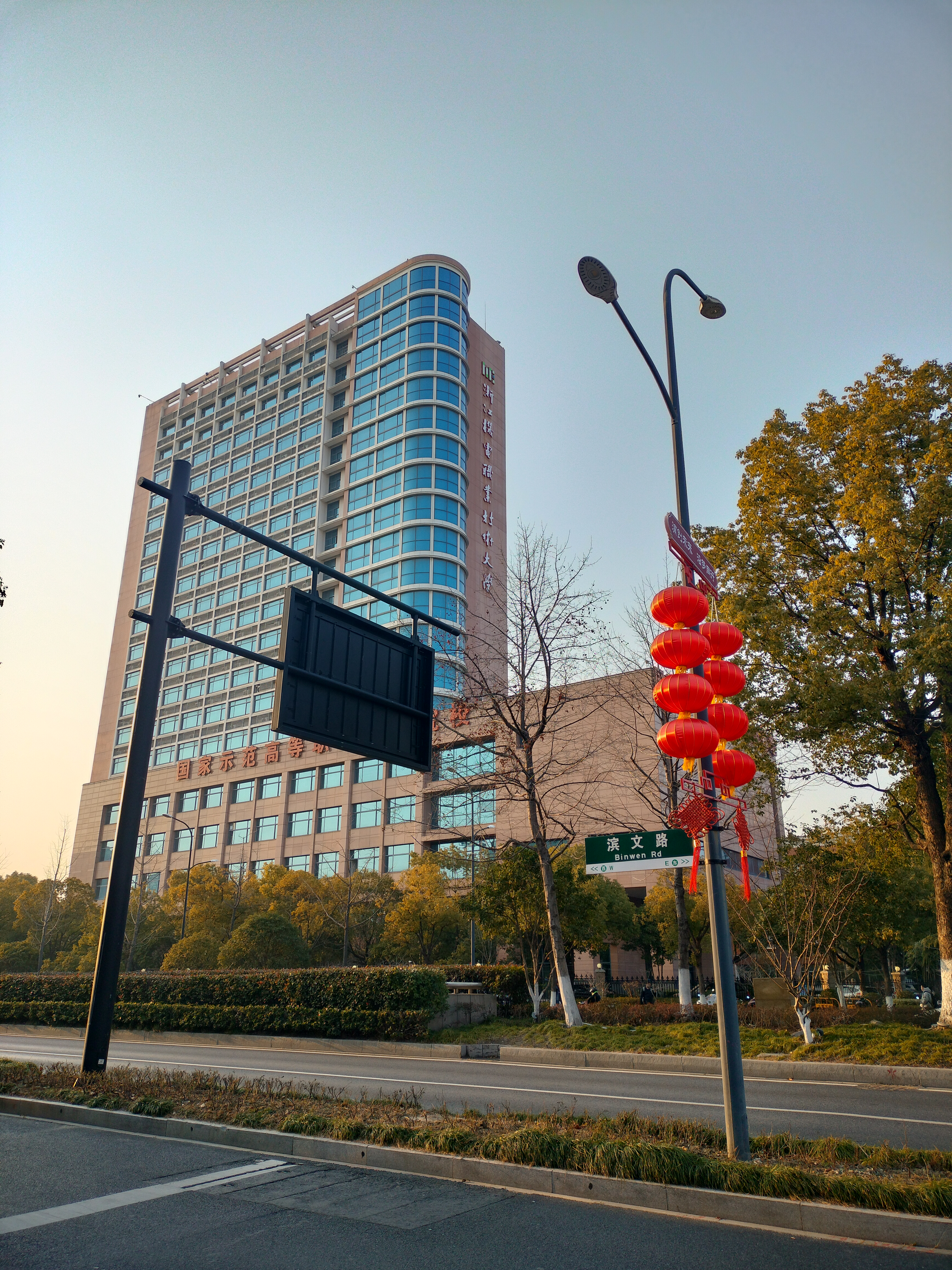
大楼

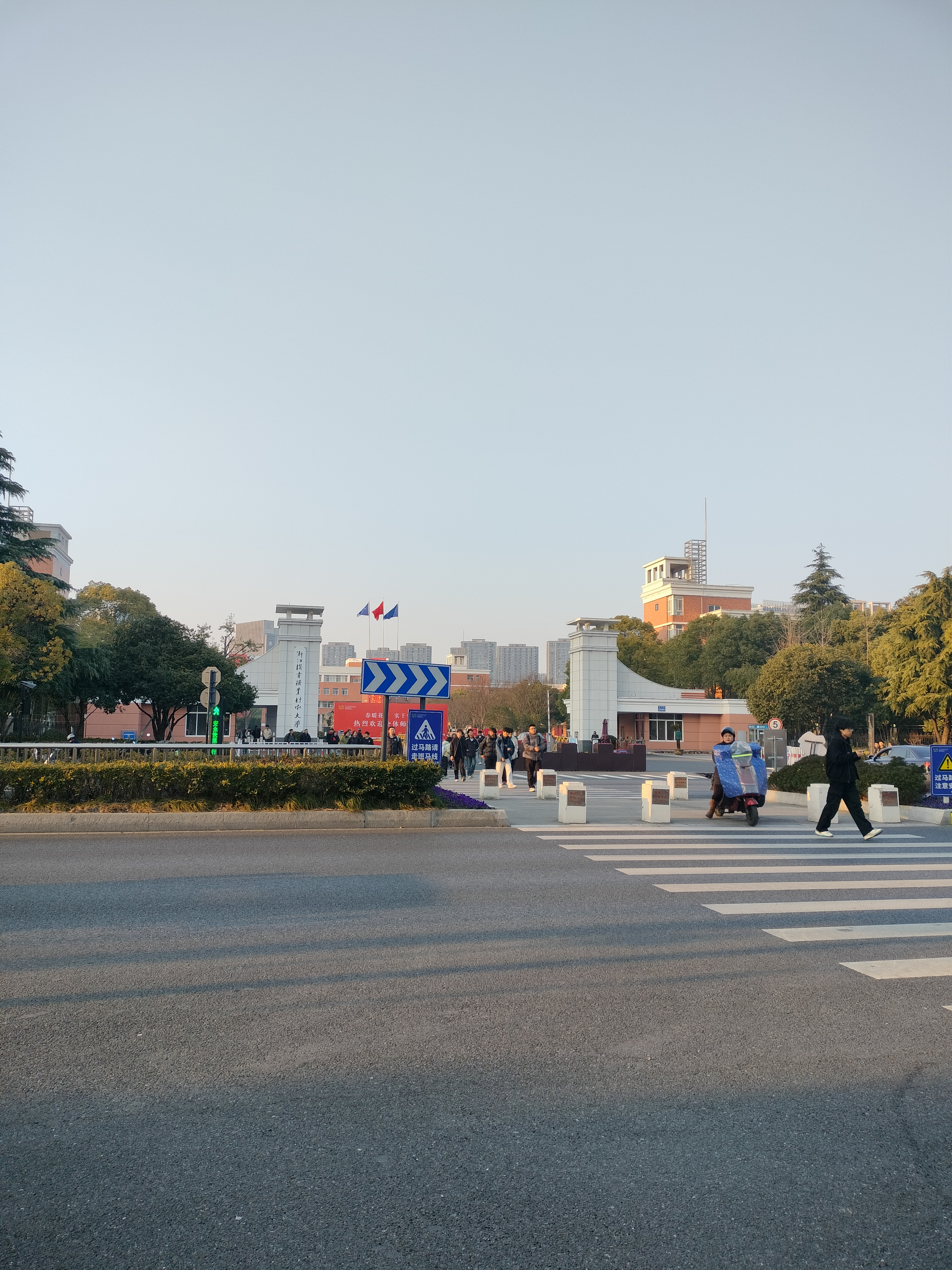
正门

浙江机电职业技术大学是一所位于中华人民共和国浙江省杭州市以培养机电类高等技术应用性人才为主的全日制职业技术大学。现有全日制在校生 10991人。
2024年原浙江机电职业技术学院升格并更名为浙江机电职业技术大学。

## 院系
- 机械技术系（原：机械工程学院）
- 电气电子技术系（原：电气电子工程学院）
- 信息技术系（原：计算机工程学院）
- 经贸管理系（原：经贸管理学院）
- 国际教育系（原：人文社科学院）
- 设计与艺术系（原：设计与艺术学院）
- 材料技术系（原：材料工程学院）
- 交通技术系（原：汽车工程学院）

## 学校荣誉
- 国家技能人才培育突出贡献奖
- 2011-2012年度全国毕业生就业典型经验高校
- 浙江省职业教育先进单位
- 浙江省依法治校示范校
- 浙江省高校就业工作先进单位
- 浙江省高校学生工作创新奖